# 宇都宮貞久
宇都宮 貞久（うつのみや さだひさ）は、南北朝時代の武将。南朝に属した。
豊前国は同族の宇都宮宗房以来の豊前宇都宮氏の本拠地であり、南北朝時代、豊前宇都宮氏は北朝方に属したが、貞久は弟の貞邦と共に南朝方に属し、肥後国八代に移り、征西府の懐良親王直属の軍団の武将となる。